# 新加坡布政司
新加坡布政司（英語：Chief Secretary, Singapore），1946年至1955年間稱為新加坡輔政司（Colonial Secretary, Singapore），沿襲自1867年創置的海峽殖民地輔政司（Colonial Secretary, Straits Settlements），是新加坡殖民地及其前身海峽殖民地在英國管治時期下所設置的公務員官職，地位僅次於海峽殖民地總督和後來的新加坡總督。
海峽殖民地輔政司一職因當地在1867年成為皇家殖民地而設立，以取代原有的新加坡參政司，在二戰期間，輔政司一度因為新加坡和馬來亞全境為日本攻佔而懸空。重光後的1946年，新加坡脫離檳城和馬六甲自立為皇家殖民地，原有的海峽殖民地輔政司遂更名為新加坡輔政司，到1955年再因為實施《林德憲法》而改名為新加坡布政司。在1959年，新加坡取得自治，具92年歷史的布政司一職終被裁撤。
布政司及其前身輔政司均是殖民地內地位最高的文官之一，也是布政司辦公室（舊稱輔政司辦公室）的首長，自1867年至1955年間更一直是行政立法兩局當然官守議員，同時負責掌管輔政司署。即使是新加坡在1955年實施新憲法後，布政司仍繼續擔任部長會議和立法議會的當然官守議員。歷任輔政司和布政司主要以新加坡的皇后坊大廈為辦公地點，並以總督府旁的斯里淡馬錫作為官邸。

## 歷史沿革

### 設立背景

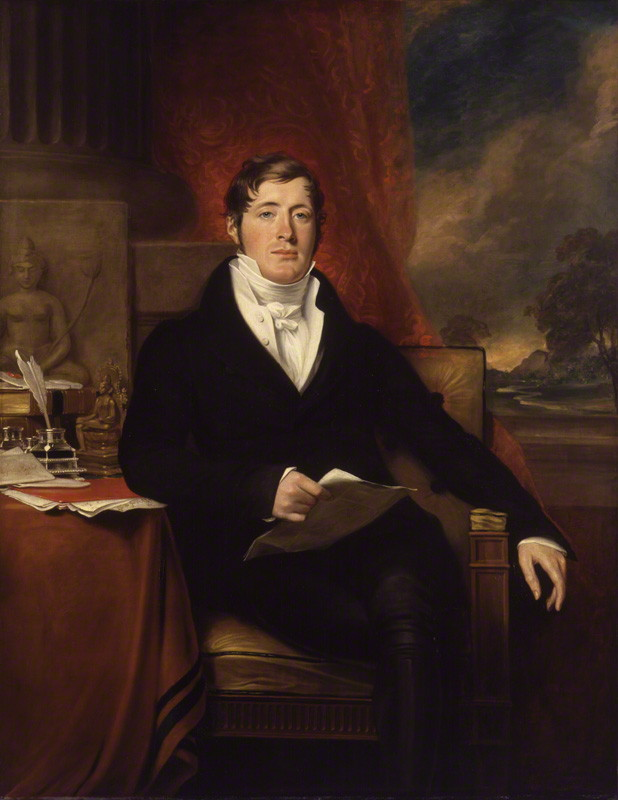
斯坦福·萊佛士爵士

在大英帝國積極向外擴張的背景下，英屬東印度公司的勢力早於18世紀末已開始由印度慢慢觸及馬來亞半島。在1819年2月，東印度公司旗下明古魯總督斯坦福·萊佛士爵士率先為英國在新加坡開通商埠，並任命馬六甲駐紮官威廉·法誇爾（William Farquhar）為首任新加坡駐紮官兼指揮官，統領商埠政務，為新加坡的殖民地史揭開序幕。到1826年，東印度公司把新加坡與旗下商埠檳城和馬六甲統合成為海峽殖民地（又稱「三州府」），開始作出更有效和系統的管治。海峽殖民地成立後，新加坡駐紮官一職改組為新加坡參政司，繼續成為當地最高級別的官員，與檳城參政司和馬六甲參政司分管三地政務，而新設立的海峽殖民地總督則在檳城辦公。
不久以後，隨著貿易發展日益蓬勃，商埠規模不斷擴充，海峽殖民地總督在1832年選擇由檳城遷到新加坡辦公，從此總督取代新加坡參政司成為當地最高級的官員。另一方面，海峽殖民地在1826年成立的時候，行政上本來屬於印度的省級（Presidency）地區，但這個地位在1830年被降格為附屬於孟加拉省的駐紮地（Residency），一直到1851年，海峽殖民地才改為直屬於印度總督，但最終控制權仍舊落在倫敦的東印度公司董事局。
在1858年，東印度公司因印軍嘩變而被英政府正式削奪多年以來對印度的管治權力，並由英政府設立英屬印度，對印度作出直接统治。雖然海峽殖民地政府繼續對英屬印度政府負責，但參政司一職在體制上則由原來的東印度公司僱員納入到殖民地公務員系統。到1867年，英政府殖民地部決定把海峽殖民地從英屬印度分立為獨立的皇家殖民地，並且直接向殖民地部負責，由軍人出身的末任新加坡參政司羅納德·麥波申上校（Colonel Ronald MacPherson）遂成為首任海峽殖民地輔政司。

### 三州府時期

海峽殖民地旗（1874年－1925年）

海峽殖民地旗（1925年－1946年）

新加坡旗（1946年－1959年）

由1867年至1942年間，除去署任人士，一共有19人擔任過海峽殖民地輔政司一職。這個職位雖然沿襲自新加坡參政司，但兩者的工作性質卻不盡相同。一方面，輔政司的地位高於檳城和馬六甲兩地的參政司；但另一方面，輔政司的主要職責是監督和統籌政務，而新加坡參政司的職權卻更為廣泛，在東印度公司時期所涉及的職務包括警務、司法、地政、船政、郵務、海關和市政等範疇。因此，新設立的輔政司在職能上更類似於英屬印度政府設有的政府秘書（Secretary to the Government），以及其他英屬殖民地常見的輔政司或布政司一類官職。在當時，海峽殖民地輔政司一職的中文別稱是「三州府輔政司」，而鑑於輔政司在新加坡辦公，因此也有稱作「新加坡輔政司」。
在1896年7月，英政府進一步把馬來半島的雪蘭莪、森美蘭、霹靂和彭亨四個州合組為馬來聯邦，並以海峽殖民地總督兼任英國駐馬來亞高級專員一職。可是，海峽殖民地總督與輔政司遠在新加坡辦公，因此聯邦事務是由位於吉隆坡辦公的馬來聯邦總駐紮官（1911年改稱馬來聯邦布政司，1936年再改稱聯邦司）掌控。新設立的馬來聯邦總駐紮官與海峽殖民地輔政司互不從屬，但兩者性質類似，轄下四州各置有一名駐紮官，但馬來聯邦總駐紮官在日常事務中代表高級專員作出實質管治，因此實權相對上比海峽殖民地的輔政司更大。
在1942年1月，日本進犯新加坡期間，時任輔政司斯坦利·鍾斯（Stanley Jones）被指統籌防務不力而遭撤換返回英國，由南逃來到新加坡的馬來聯邦聯邦司曉治·佛雷澤（Hugh Fraser）臨時接任。佛雷澤與海峽殖民地總督珊頓·托馬斯爵士一同留守新加坡至最後一刻，結果因為日軍攻陷新加坡而雙雙遭到囚禁。輔政司一職在新加坡淪陷期間懸空，到日本在1945年無條件投降後，因應戰後局勢，英國在設立臨時軍政府的時候未有立即復設輔政司，以為解散海峽殖民地作準備。

### 二戰後的演變
在1946年4月1日，新加坡因海峽殖民地解散而自立為皇家殖民地，並由新加坡總督恢復文治政府，而原本屬於海峽殖民地一部份的檳城和馬六甲則併入新成立的馬來亞聯邦。有見及此，復設的輔政司一職獲正名為新加坡輔政司，並由曾在軍政府任職的麥克倫爵士（Sir Patrick McKerron）出任。到1955年2月，輔政司一職在《林德憲法》生效後再改名為新加坡布政司，以回應當地戰後日益高漲的自治運動，和區別出布政司與輔政司在職權上的實際分別。
踏入1950年代，新加坡多次修訂憲法，為邁向自治作好準備。在1959年6月，當地根據憲法的新安排成立新加坡自治邦，雖然繼續奉英國為宗主國，但總督一職由元首取代，布政司遂一併予以裁撤，文官出身的戴維德（E. B. David）因此成為新加坡殖民地歷史上最後一任布政司。自此，管治新加坡的實權完全落入新設的新加坡總理及其閣僚手上。由1946年恢復文治到1959年成立自治邦為止，只有四人曾實任新加坡的輔政司和布政司。

## 主要職權

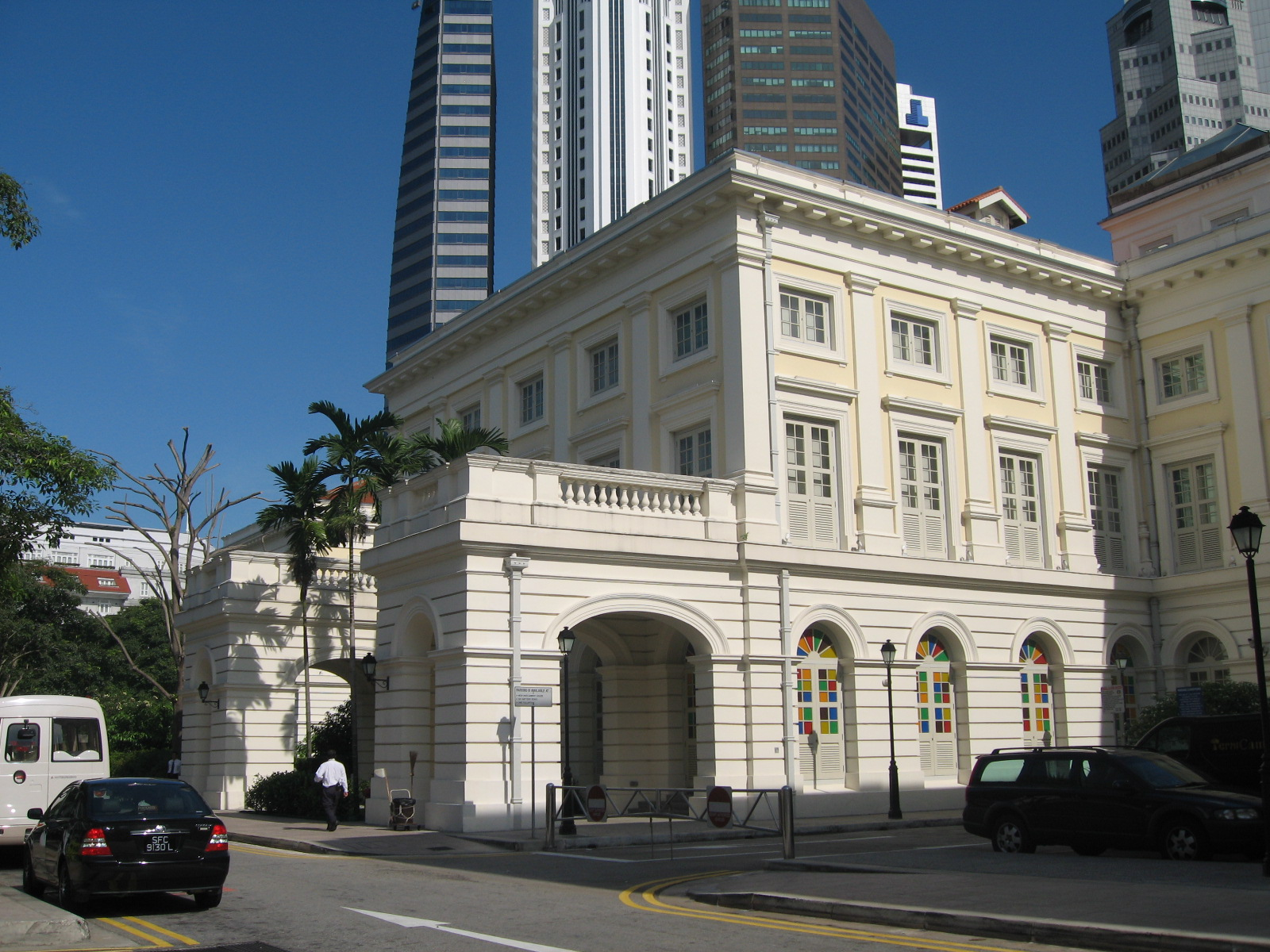
輔政司署與輔政司辦公室均位於皇后坊大廈內

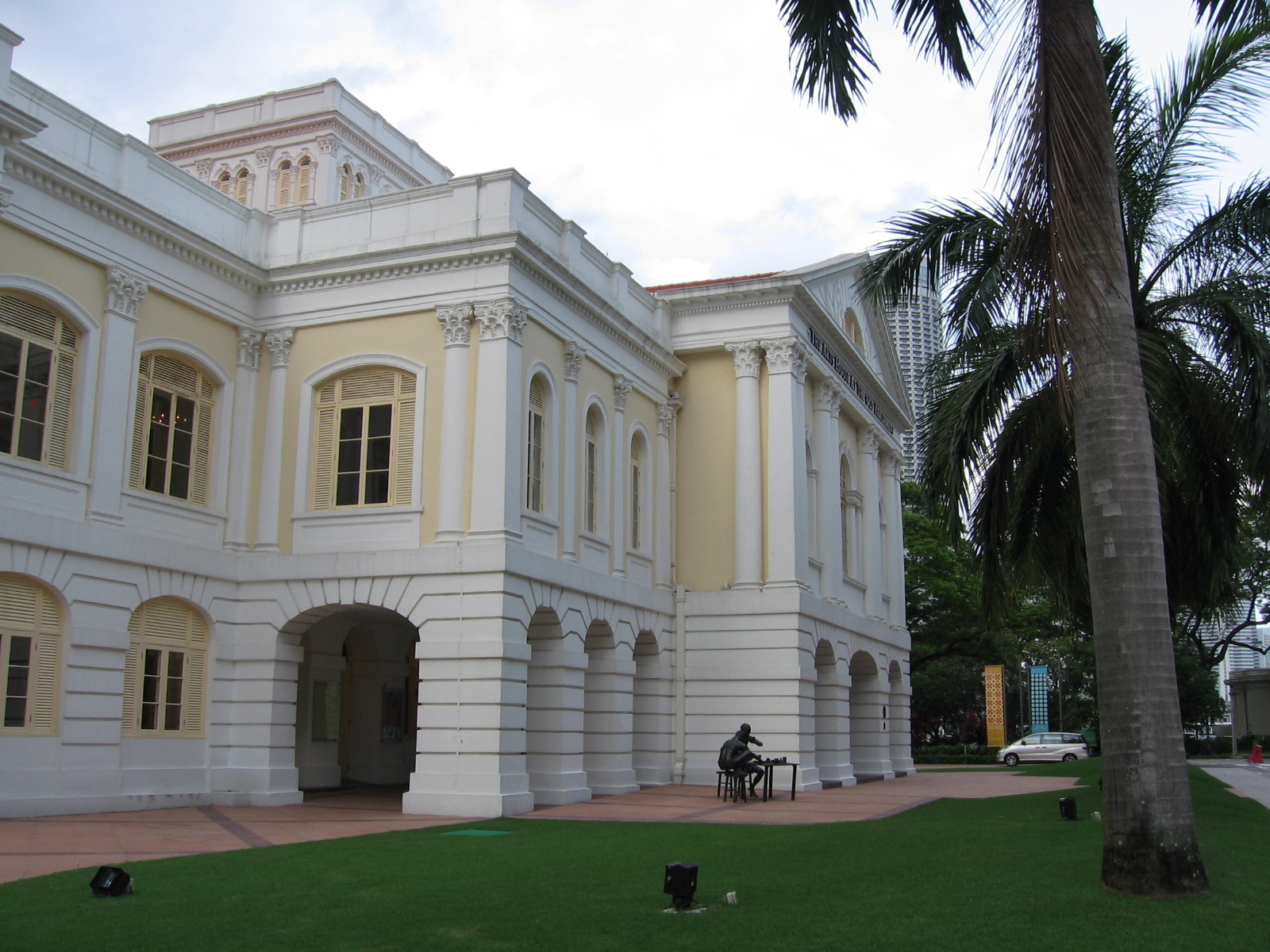
新加坡布政司為新加坡立法議會內三名當然官守議員之一

新加坡布政司、輔政司、及其前身海峽殖民地輔政司是殖民地時期的公務員之首，地位僅次於新加坡總督及其前身海峽殖民地總督。在總督休假或出缺的時候，一般會由布政司署任總督。作為總督以外地位最高的文官，布政司是布政司辦公室（舊稱輔政司辦公室）的首長，於皇后坊大廈內辦公，下設有若干助理布政司等官職協助處理政務。布政司的前身輔政司昔日還負責掌管同設於皇后坊大廈內的輔政司署（Colonial Secretariat），但《林德憲法》在1955年2月生效後，輔政司署隨著布政司權力的縮減而被裁撤，只餘下布政司辦公室繼續運作。
相對之下，輔政司比布政司的權力更大，與其他英國殖民地一樣，輔政司負責統籌和監督各政府部門的日常政務運作，並就各重要政策議題主持規劃和制訂的工作。在海峽殖民地時期，輔政司的管轄範圍除了新加坡以外，轄下的檳城、馬六甲、天定和納閩等地還分別設有參政司，至1946年4月1日，由於新加坡自立為皇家殖民地，使輔政司的管轄範圍縮減至只有新加坡一地。在1955年2月《林德憲法》生效後，鑑於首席部長、部長會議和立法議會的設立，由民選議員擔任的部長逐漸負起管治新加坡的責任，使到布政司的權力被大幅削減。不過，布政司仍然負責掌控新加坡的對外事務、內部保安、防衛、傳媒廣播、民眾關係與政府人事編制等相對政治性和敏感的政策範疇。
輔政司與布政司長久以來都是新加坡重要的官位，自海峽殖民地行政局與立法局在1867年成立以來，輔政司即為兩局當然官守議員之一。二戰後的1946年，兩局初由新加坡諮詢委員會取代，到1948年起被正式改組為新加坡行政局及立法局，期間均繼續由輔政司擔任諮詢委員會和兩局當然官守議員。到1955年2月，政府引入民選產生的部長制，原有的行政局由部長會議取代，而立法局則改組成為立法議會。部長會議繼續由總督主持，立法議會則由總督委任的議長主持；在兩會內，輔政司連同律政司及財政司獲准繼續留任當然官守議員，成為兩會內僅餘由殖民地公務員兼任的議員。在1959年，新加坡自治邦成立，部長會議由內閣取代，而立法議會則得以保留，但內閣與立法議會同樣由新加坡總理主導，布政司一職因自治邦的成立而廢置，因此也不再於內閣或立法議會內擁有任何議席。
值得一提的是，昔日輔政司還有權發出拘票（Warrant），逮捕和驅逐任何涉嫌危害公眾秩序和社會穩定的人士。由於當時的殖民地總督被華人圈子視作英皇之下的「大王」，故輔政司也被視為僅次於「大王」的「二王」，再加上英文「Warrant」一詞被音譯作「花」，所以由輔政司發出的拘票也就被華人圈子稱作「二王花」。曾被輔政司以「二王花」拘逐出境的人士當中，較為震撼的包括在星洲僑居38年的反日華商侯西反。在1939年12月，侯西反突然被時任輔政司亞歷山大·史梅爾爵士（Sir Alexander Small）指控為反英嫌疑和涉嫌與非法團體從事危害治安的勾當，結果被史梅爾引用《拘逐條例》遞解離境，而且規定終身不准入境。

## 編制架構
在整個殖民地歷史當中，歷任輔政司與布政司均由來自英國的殖民地官僚擔任，不同於同樣曾經是英國殖民地的香港，從未有本土新加坡人出任輔政司或布政司一職。早期的輔政司多數由殖民地軍官和其他在海峽殖民地或馬來亞的殖民地官僚出任。到1905年，F·G·彭尼（F. G. Penney）成為首位出任輔政司的官學生（即政務官），自此不少輔政司和布政司均是由在海峽殖民地或馬來聯邦出身的官學生擔任。官學生都是由殖民地部從倫敦透過有系統的公開招聘試中招聘得來，脫穎而出的主要都是從頂尖大學畢業的優異學生，這批輔政司和布政司包括愛德華·布羅克曼（Edward Brockman）、衛金蓀（Richard James Wilkinson）、海斯·馬里奧特爵士（Sir Hayes Marriott）、郝德傑爵士（Sir Andrew Caldecott）、亞歷山大·史梅爾爵士和末任布政司戴維德等。
歷史上，海峽殖民地輔政司、新加坡輔政司和布政司的職位都是當地殖民地官員的晉升階梯，在歷任輔政司和布政司當中，史密斯（Cecil Clementi Smith）和陸軍上尉阿德洋爵士（Captain Sir Arthur Young）日後均成為海峽殖民地總督，而新加坡布政司顧德爵士（Sir William Goode）日後也成為了末任新加坡總督。除他們以外，部份如約翰·道格拉斯（John Douglas）、亞歷山大·瑞天咸（Alexander Swettenham）、沃爾特·埃傑頓（Walter Egerton，署理）、衛金蓀和郝德傑等人，後來均在其他英國殖民地出任總督。當然，也有像彭尼、馬里奧特、約翰·史考特爵士（Sir John Scott）、史梅爾、麥克倫和布萊司（W. L. Blythe）等輔政司在卸任後退休。
歷史上在任時間最長的海峽殖民地輔政司為F·S·占士爵士（Sir F. S. James），他在1916年上任，至1924年卸任，前後八年；在任時間最短的輔政司是布羅克曼，他在1911年獲得委任，但旋於同年調任馬來聯邦布政司，因此在任時間少於一年。另外，首任輔政司麥波申上校是唯一一位在任內逝世的海峽殖民地輔政司。

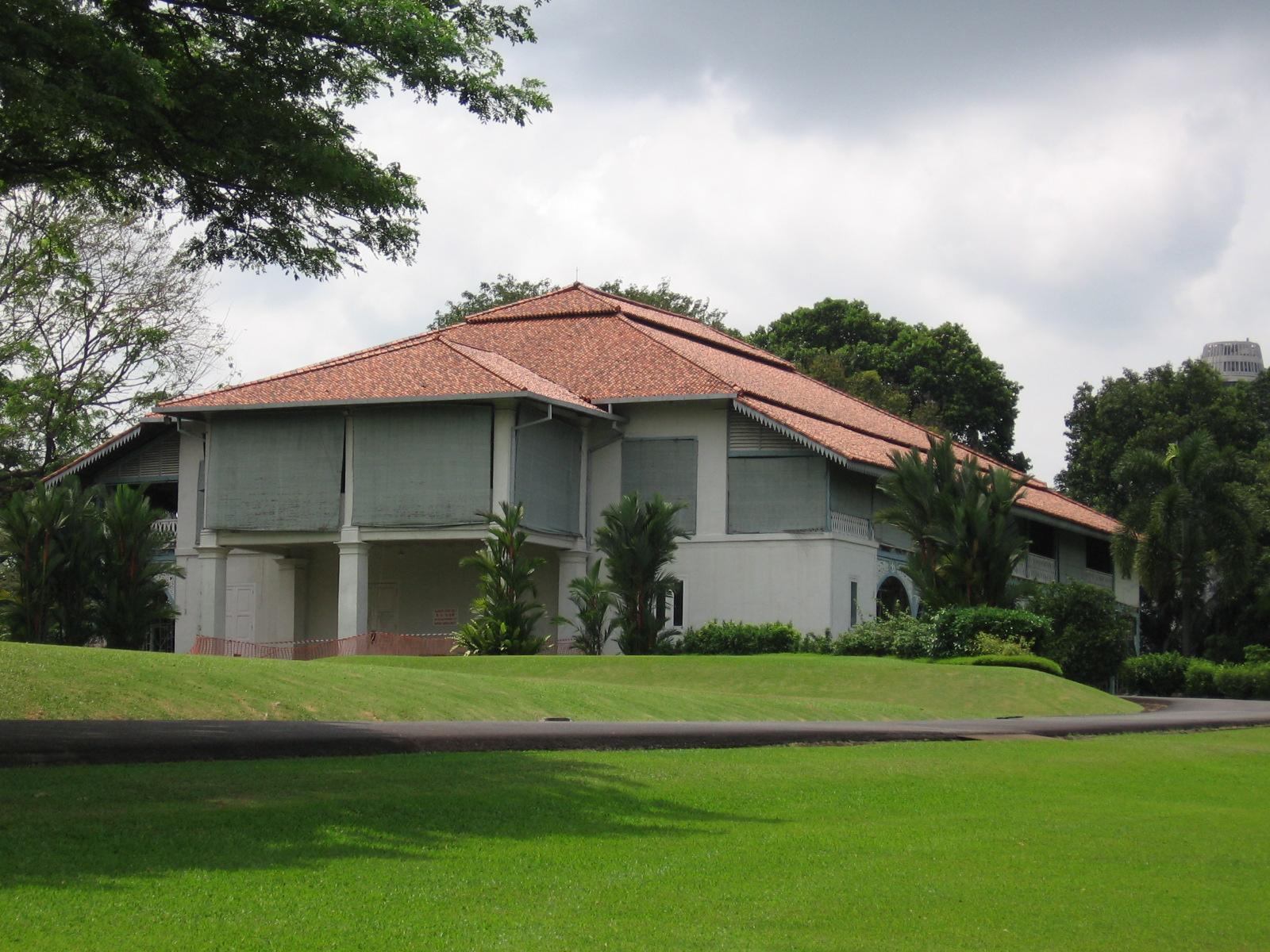
新加坡輔政司官邸斯里淡馬錫

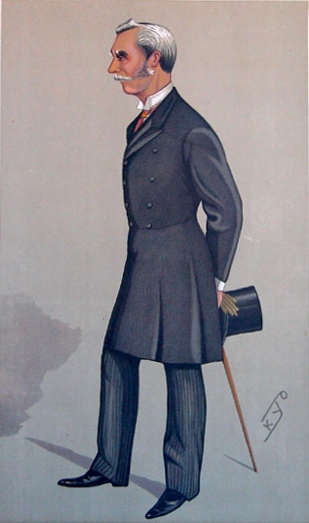
史密斯
海峽殖民地輔政司
（1878年－1885年）

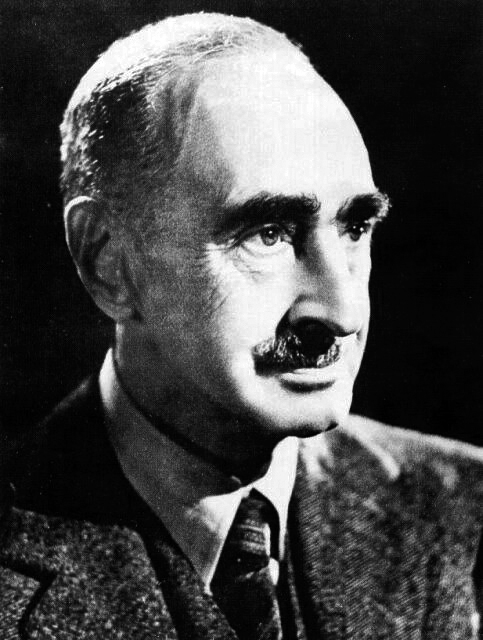
郝德傑爵士
海峽殖民地輔政司
（1933年—1935年）

歷任海峽殖民地輔政司、新加坡輔政司和布政司均享有與其他英國殖民地輔政司和布政司相約的薪酬和福利待遇。根據1892年的資料，海峽殖民地輔政司年薪為10,800叻幣，是馬來亞地區除總督以外薪酬最高的殖民地官員，而僅次於輔政司的是檳城參政司（Resident Councillor），撇除津貼的年薪為9,600叻幣。另外，輔政司擁有一座落成於1869年的官邸，名叫斯里淡馬錫（Sri Temasek），官邸毗連總督府，由1869年至1959年期間，歷任輔政司和布政司均居於輔政司官邸內。

## 歷任輔政司／布政司

### 海峽殖民地輔政司（1867年－1942年）
註：下表只列出主要的署理輔政司
| 中文名                | 英文名                      | 任期                      |
| 羅納德·麥波申上校     | Colonel Ronald MacPherson   | 1867年—1869年（任內逝世） |
| 詹姆士·W·W·畢治       | James W. W. Birch           | 1870年—1874年             |
| 托馬斯·布萊德（署理） | Thomas Braddell             | 1874年—1875年             |
| 威廉·威蘭斯（署理）   | William Willans             | 1875年                    |
| 查爾斯·J·艾文（署理） | Charles J. Irving           | 1875年—1876年             |
| 約翰·道格拉斯         | John Douglas                | 1876年—1878年             |
| 史密斯                | Cecil Clementi Smith        | 1878年—1885年             |
| F·德申爵士            | Sir F. Dickson              | 1885年—1891年             |
| A·P·塔博特（署理）    | A. P. Talbot                | 1891年—1892年             |
| 威廉·愛德華·麥士威    | William Edward Maxwell      | 1892年—1895年             |
| 亞歷山大·瑞天咸       | Alexander Swettenham        | 1895年—1899年             |
| 沃爾特·埃傑頓（署理） | Walter Egerton              | 1899年—1901年             |
| 威廉·托馬斯·泰萊爵士  | Sir William Thomas Taylor   | 1901年—1904年             |
| F·G·彭尼              | F. G. Penney                | 1905年—1906年             |
| 陸軍上尉阿德洋爵士    | Captain Sir Arthur H. Young | 1906年—1911年             |
| 愛德華·布羅克曼       | Edward Lewis Brockman       | 1911年                    |
| 衛金蓀                | Richard James Wilkinson     | 1911年—1916年             |
| F·S·占士爵士          | Sir F. S. James             | 1916年—1924年             |
| 喬治·赫曼特（署理）   | George Hemmant              | 1924年                    |
| 愛德華·肖·霍斯        | Edward Shaw Hose            | 1924年—1925年             |
| 海斯·馬里奧特爵士     | Sir Hayes Marriott          | 1925年—1928年             |
| 喬治·赫曼特（署理）   | George Hemmant              | 1928年—1929年             |
| 約翰·史考特爵士       | Sir John Scott              | 1929年—1933年             |
| 郝德傑爵士            | Sir Andrew Caldecott        | 1933年—1935年             |
| 亞歷山大·史梅爾爵士   | Sir Alexander Small         | 1935年—1940年             |
| 斯坦利·鍾斯           | Stanley Jones               | 1940年—1942年             |
| 曉治·佛雷澤（署理）   | Hugh Fraser                 | 1942年                    |

### 新加坡輔政司（1946年－1955年）
| 中文名     | 英文名               | 任期          |
| 麥克倫爵士 | Sir Patrick McKerron | 1946年—1950年 |
| 布萊司     | W. L. Blythe         | 1950年—1953年 |
| 顧德       | William Goode        | 1953年—1955年 |

### 新加坡布政司（1955年－1959年）
| 中文名   | 英文名            | 任期          |
| 顧德爵士 | Sir William Goode | 1955年—1957年 |
| 戴維德   | E. B. David       | 1958年—1959年 |

## 注腳
1. 1 2  "Singapore", retrieved on 13 March 2012.
2. 1 2  The Statesman's Year-Book 1941, page 182.
3. ↑  "Penang", retrieved on 13 March 2012.
4. ↑  "Malacca", retrieved on 13 March 2012.
5. 1 2 3  Lepoer, 1989.
6. ↑  "Straits Settlements", retrieved on 13 March 2012.
7. 1 2 3  The Statesman's Year-Book 1955, page 245.
8. 1 2 3 4  Sutherland, 16 September 2009.
9. ↑  Braddell, Brooke and Makepeace, page 90.
10. 1 2  "SWETTENHAM, Sir Alexander", 1996.
11. 1 2  Andaya, page 183.
12. ↑  Bertram, page 235.
13. ↑  Lippman, 1998.
14. 1 2 3  "Mr. S. W. Jones", 28 January 1942.
15. 1 2  "McKERRON, Sir Patrick (Alexander Bruce)", 1996.
16. 1 2 3 4 5  The Statesman's Year-Book 1956, page 244.
17. 1 2 3  The Statesman's Year-Book 1960, page 245.
18. ↑  Sandhu and Wheatley, page 75.
19. ↑  Omar, 5 April 2006.
20. ↑  Quah, page 36.
21. ↑  Quah, page 37.
22. 1 2 3  金星眾，59頁。
23. ↑  陳嘉庚，115頁。
24. ↑  "Expulsion of Hau Say Hoan", 30 December 1939.
25. 1 2  Braddell, Brooke and Makepeace, page 140.
26. ↑  Allen, page 158.
27. 1 2  "MARRIOTT, Sir Hayes", 1996.
28. 1 2  "CALDECOTT, Sir Andrew", 1996.
29. 1 2  "SMALL, Sir Alexander Sym", 1996.
30. 1 2  "DAVID, Sir Edgeworth (Beresford)", 1996.
31. 1 2  "GOODE, Sir William (Allmond Codrington)", 1996.
32. 1 2  "SCOTT, Sir John", 1996.
33. 1 2  "BLYTHE, Wilfred Lawson", 1996.
34. 1 2  Braddell, Brooke and Makepeace, page 145.
35. 1 2 3  Braddell, Brooke and Makepeace, page 141.
36. 1 2  "On Promotion Bent.", 16 December 1891.
37. ↑  Sutherland, 25 February 2011.
38. ↑  Braddell, Brooke and Makepeace, page 100.
39. ↑  Foster, page 528.
40. ↑  "Legislative Council", page 2.
41. ↑  The Straits Times, 22 May 1875, page 5.
42. ↑  Braddell, Brooke and Makepeace, page 107.
43. ↑  Braddell, Brooke and Makepeace, page 112.
44. ↑  ""Government Gazette," 28th Augt.", 1 September 1891.
45. ↑  "The New Colonial Secretary.", 16 February 1892.
46. ↑  Braddell, Brooke and Makepeace, page 125.
47. ↑  Braddell, Brooke and Makepeace, page 131.
48. ↑  Braddell, Brooke and Makepeace, page 139.
49. ↑  Braddell, Brooke and Makepeace, page 144.
50. ↑  "Colonial Secretariat", 12 March 1924.
51. ↑  "HOSE, Edward Shaw", 1996.
52. ↑  "HEMMANT, George", 1996.

### 英文資料
- "Legislative Council", The Straits Times, 8 May 1875, page 2. 網上版本 （页面存档备份，存于）
- The Straits Times, 22 May 1875, page 5. 網上版本 （页面存档备份，存于）
- Foster, Joseph, Men-at-the-bar. Printed for the author by Hazell, Watson, and Viney, 1885.
- ""Government Gazette," 28th Augt.", Straits Times Weekly Issue, 1 September 1891, page 6. 網上版本 （页面存档备份，存于）
- "On Promotion Bent.", Straits Times Weekly Issue, 16 December 1891, page 9. 網上版本 （页面存档备份，存于）
- "The New Colonial Secretary.", Straits Times Weekly Issue, 16 February 1892, page 7. 網上版本 （页面存档备份，存于）
- Braddell, Roland St. John, Brooke, Gilbert Edward and Makepeace, Walter, One Hundred Years of Singapore. London : Murray, 1921. 網上版本
- "Colonial Seccretariat", The Straits Times, 12 March 1924, page 8. 網頁 （页面存档备份，存于）
- "Expulsion of Hau Say Hoan", The Straits Times, 30 December 1939, page 10. 網上版本 （页面存档备份，存于）
- "Mr. S. W. Jones", The Straits Times, 28 January 1942, page 4. 網上版本 （页面存档备份，存于）
- The Statesman's Year-Book 1941. London: Palgrave, 1941.
- The Statesman's Year-Book 1955. London: Palgrave, 1955.
- The Statesman's Year-Book 1956. London: Palgrave, 1956.
- The Statesman's Year-Book 1960. London: Palgrave, 1960.
- Allen, J. de Vere, "Malayan Civil Service, 1874-1941: Colonial Bureaucracy/Malayan Elite", Comparative Studies in Society and History Vol. 12, No. 2. UK: Cambridge University Press, April 1970, pages 149 - 178.
- Andaya, Barbara Watson and Andaya, Leonard Y., A History of Malaysia. Hong Kong: Palgrave Macmillan, 1982. 網上版本 （页面存档备份，存于）
- Lepoer, Barbara Leitch, ed., Singapore: A Country Study. Washington: GPO for the Library of Congress, 1989. 網上版本 （页面存档备份，存于）
- Sandhu, Kernial Singh and Wheatley, Paul, Management of Success: The Moulding of Modern Singapore. Institute of Southeast Asian Studies, 1989. 網上版本 （页面存档备份，存于）
- "BLYTHE, Wilfred Lawson", Who was Who. London: A & C Black, 1996.
- "CALDECOTT, Sir Andrew", Who was Who. London: A & C Black, 1996.
- "DAVID, Sir Edgeworth (Beresford)", Who was Who. London: A & C Black, 1996.
- "GOODE, Sir William (Allmond Codrington)", Who was Who. London: A & C Black, 1996.
- "HEMMANT, George", Who was Who. London: A & C Black, 1996.
- "HOSE, Edward Shaw", Who was Who. London: A & C Black, 1996.
- "MARRIOTT, Sir Hayes", Who was Who. London: A & C Black, 1996.
- "McKERRON, Sir Patrick (Alexander Bruce)", Who was Who. London: A & C Black, 1996.
- "SCOTT, Sir John", Who was Who. London: A & C Black, 1996.
- "SMALL, Sir Alexander Sym", Who was Who. London: A & C Black, 1996.
- "SWETTENHAM, Sir Alexander", Who was Who. London: A & C Black, 1996.
- Lippman, David H., "4 - 10 January 1942", World War II Plus 55, 1998. 網頁
- Omar, Marsita, "Empress Place Building", Singapore Infopedia. National Library, Singapore, 5 April 2006. 網頁
- Sutherland, Duncan, "Ronald MacPherson", Singapore Infopedia. National Library, Singapore, 16 September 2009. 網頁
- Quah, Jon S. T., Public Administration Singapore-Style. UK: Emerald Group Publishing, 2010. 網上版本 （页面存档备份，存于）
- Bertram, Anton, The Colonial Service. New York: Cambridge University Press, 2011. 網上版本 （页面存档备份，存于）
- Sutherland, Duncan, "Sri Temasek", Singapore Infopedia. National Library, Singapore, 25 February 2011. 網頁
- "Singapore", World Statesmen.org, retrieved on 13 March 2012. 網頁（页面存档备份，存于）
- "Penang", World Statesmen.org, retrieved on 13 March 2012. 網頁 （页面存档备份，存于）
- "Malacca", World Statesmen.org, retrieved on 13 March 2012. 網頁 （页面存档备份，存于）
- "Straits Settlements", The Singapore Encyclopedia, retrieved on 13 March 2012. 網頁

### 中文資料
- 金星眾撰，〈第二次世界大戰時期的星洲華僑義勇軍〉，《廣州文史資料》第十九輯。中國人民政治協商會議廣東省廣州市委員會文史資料研究委員會，1980年6月。網上版本 （页面存档备份，存于）
- 陳嘉庚著，《南僑回憶錄》（上冊）。美國：八方文化創作室，1993年。 ISBN 978-9-81432-727-5 網上版本 （页面存档备份，存于）

## 外部連結
- Straits Settlements in 1901 （页面存档备份，存于）